# Apeldoorn Zuidoost
Apeldoorn Zuidoost is een stadsdeel en wijk in de stad Apeldoorn. Het stadsdeel wordt in het westen begrensd door het Apeldoorns Kanaal, in het noorden door de spoorlijn Apeldoorn-Deventer en Zutphensestraat, in het oosten door de A50 en in het zuiden door de A1.

## Stadsdeel Apeldoorn Zuidoost
De hele wijk Apeldoorn Zuidoost en drie buurten van de wijk Apeldoorn Oost vormen samen het stadsdeel Apeldoorn Zuidoost. Het stadsdeel heeft meer dan 27.000 inwoners.

### Wijk Apeldoorn Zuidoost (De Maten)
De Maten (Apeldoorn Zuidoost) is een grote woonwijk met 27.000 inwoners. De wijk wordt in het westen begrensd door het Apeldoorns Kanaal, in het noordoosten door de spoorlijn Apeldoorn-Zutphen, in het oosten door de A50 en in het zuiden door de A1.

### Wijk Apeldoorn Oost
Van de wijk Apeldoorn Oost behoren alleen de buurten Apeldoornse Bos (Zonnehoeve), De Voorwaarts en Bedrijvenpark Ecofactorij tot het stadsdeel Apeldoorn Zuidoost.